# Gino Olguín
Gino Olguín (Santa Rosa, La Pampa, 13 de marzo del 2000) es un futbolista profesional argentino que juega como Mediocampista en el club Ferro carril oeste de la primera división argentina.

## Trayectoria

### Inferiores
Salió del club Deportivo Mac Allister con un pasó por las inferiores de  Huracán,  Boca Juniors, Defensa y Justicia, pero no fue hasta el 2021 donde debutó como profesional en el club Villa Dalmine.

### Villa Dalmine
Comenzó su carrera profesional en Villa Dalmine, donde llegó a la cantidad de 21 partidos entre 2021 y 2022.

### Central Córdoba
Faltando un año de contrato, Olguin no fue tenido en cuenta por lo que llegó a préstamo al Club Central Córdoba.

### Club Atlético San Martín (San Juan)
En 2024, llegó al Club Atlético San Martín (San Juan), llegando a estar entre los convocados de todo el torneo.
A finales de 2024 consigue con el equipo el ascenso a Primera División de Argentina.

## Clubes
| Club                                | País      | Año        |
| ----------------------------------- | --------- | ---------- |
| Villa Dalmine                       | Argentina | 2020-2021  |
| Club Atlético Central Córdoba       | Argentina | 2023-2024  |
| Club Atlético San Martín (San Juan) | Argentina | 2024-2025. |